# Tweekleurige reuzeneekhoorn
De tweekleurige reuzeneekhoorn (Ratufa bicolor)  is een zoogdier uit de familie van de eekhoorns (Sciuridae). De wetenschappelijke naam van de soort werd voor het eerst geldig gepubliceerd door Sparrman in 1778.

## Voorkomen
De soort komt voor in delen van Zuid- en Zuid-Oost Azië.